# 1967
Cette page concerne l'année 1967 (MCMLXVII) en chiffres romains) du calendrier grégorien.
L'année 1967 est une année commune qui commence un dimanche.

## En bref

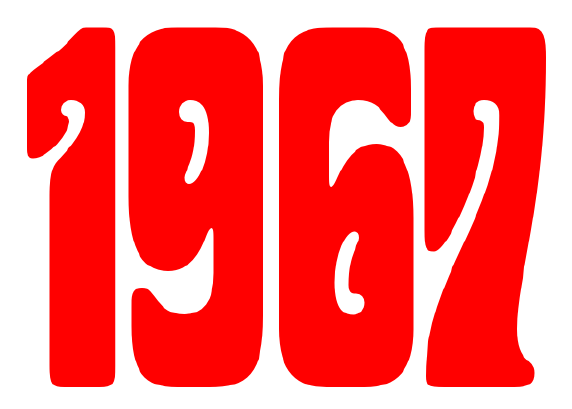

- 27 janvier : accord international sur l’espace, entré en vigueur le 10 octobre de cette même année sous forme de traité[1].
- 18 mars : naufrage du Torrey Canyon, premier grand accident pétrolier.
- 15 mai : fin du Kennedy Round dans le cadre du GATT. Cinquante nations représentant 80 % du commerce mondial parviennent à un accord dans la nuit. L’acte final est signé le 30 juin à Genève par 46 pays. Il décide la baisse des tarifs douaniers de 36 % à 39 % de certains produits industriels[2].
- 5-10 juin : guerre des Six Jours.
- 6 juillet : guerre du Biafra.

## Événements

### Afrique
- 13 janvier : coup d’État du colonel Gnassingbé Eyadema au Togo[3].
- 5 février : la TANU adopte le programme d’Arusha (Arusha Declaration) lancé par Julius Nyerere en Tanzanie pour le développement agricole[4]. Il préconise une réforme de l’agriculture par la « villagisation » ; dans cette version du « socialisme à l’africaine », l’industrialisation devait être réalisée dans un second temps, grâce au profit du secteur primaire et sans recours à l’endettement extérieur. Le nombre de villages passe de 1 200 (500 000 habitants) en 1970 à 8 216 (13 905 000 habitants) en 1979.
- 15 février : accord financier entre le Mali et la France[5].
- 28 février : Theophilus Dönges est élu président de l’État de la République d’Afrique du Sud[6], mais victime d’une hémorragie cérébrale, n’a pas le temps de prêter serment et d’entrer en fonction. Jozua François Naudé assure l’intérim le 1er juin[7].
- 17 mars : le All People’s Congress, le parti d’opposition de Siaka Stevens remporte les premières élections générales en Sierra Leone[8].
- 19 mars : Léon Mba est réélu président du Gabon[9]. Il meurt en France le 28 novembre et le vice-président Albert-Bernard Bongo prend le pouvoir[10].
- 21 mars : coup d’État militaire du brigadier David Lansana en Sierra Leone. Il est déposé le 23 mars par un contre-coup d’État conduit par un groupe d’officiers armés sous la bannière du National Reformation Council (en) (fin en avril 1968)[8].
- 17 avril : création du Mouvement populaire de la Révolution, parti unique de la République démocratique du Congo, ensuite Zaïre, avec le Manifeste de la N’sele, charte du parti promulguée le 20 mai[11].
- 21 avril : découverte de diamants à Orapa, au Botswana[12].
- 5 mai : la persistance de sérieuses difficultés économiques au Mali, des accords passés en février avec la France, qui envisage la rentrée à terme du Mali dans l’Union monétaire ouest-africaine, entraînent une dévaluation de 50 % du franc malien, à un moment où la balance des paiements accuse un déficit de 7,5 milliards de francs maliens. La France s’engage à soutenir la monnaie malienne et le FMI consent un important crédit[5].
- 26 mai : le général Yakubu Gowon, chef d’État du Nigeria, divise la fédération en douze États pour briser l’hégémonie du Nord, qui se trouve réparti en six unités[13]. Les Igbos (Ibo), qui dirigeaient jusqu’alors la région est, se voient coupés de la mer et des champs de pétrole.

30 mai : sécession du Biafra.

- 30 mai : tentative séparatiste du Biafra, partie orientale du Nigeria. Les Igbos, dirigés par le général Ojukwu, proclament la sécession de la république du Biafra[13]. Début d’une guerre de trente mois.

- 24 juin : à la suite d’un référendum, la Constitution de la IIe République du Congo-Kinshasa, dite « Constitution révolutionnaire », est promulguée. Elle définit un État unitaire au régime présidentiel et un parlement monocaméral[14].
- 5 juillet- 5 novembre : révolte des mercenaires à Kisangani au Congo-Kinshasa[15].
- 6 juillet : guerre du Biafra. Le gouvernement fédéral du Nigeria réagit à la sécession du Biafra en déclarant la guerre et organise un blocus[13]. La situation se complique par l’intervention de pays étrangers dont les ventes d’armes alimentent le conflit. Le Biafra est soutenu par la France, la Chine, la Côte d’Ivoire et la Tanzanie. Des luttes sanglantes et la famine font plus d’un million de morts de 1967 à 1970.
- 22 août, Mali : le Président Modibo Keïta annonce la dissolution du bureau politique du parti unique et la saisie par le Comité de Défense de la Révolution de la totalité des pouvoirs (CNDR). La constitution est suspendue. La situation économique l’oblige à dévaluer le franc malien qui entraîne un mécontentement général[5]. Les administrateurs ou les magistrats corrompus sont destitués ; en septembre, le Comité de Défense de la Révolution invite tous les cadres du pays à faire leur autocritique en leur adressant un questionnaire leur demandant ce qu’ils ont « fait de positif pour, de négatif contre, la révolution active »[16].
- 6 juin : la Tanzanie, l’Ouganda et le Kenya signent à Kampala un traité instituant la Communauté économique est-africaine dont le siège est à Arusha, entrée en vigueur le 1er décembre[17].
- 14 novembre : le Comité international de la Croix-Rouge estime que 500 000 personnes sont menacées par la famine au Biafra[18].
- 11 - 20 décembre : deuxième Congrès international des africanistes à Dakar[19].
- 17 décembre : coup d’État du lieutenant-colonel Alley contre Soglo au Dahomey (Bénin)[20].
- Décembre : fondation à El-Ayoun par Mohammed Bassiri de l’Organisation sahraouie de Libération du Sahara (mouvement de libération de la Saguia el-Hamra et du Rio de Oro, futur Front Polisario) dans le but d’obtenir l’indépendance[21].

### Amérique
- 22 janvier : l’Unión Nacional Opositora, une coalition dirigée par le Parti conservateur du Nicaragua, appelle à une manifestation pour protester contre la fraude électorale. Cent mille personnes sont rassemblées place de la République à Managua. La Garde nationale mitraille la foule, massacrant plusieurs centaines de personnes sur l’avenue Franklin Roosevelt[22].
- 5 février : élections générales au Nicaragua ; Anastasio « Tachito » Somoza remporte les élections présidentielles en recourant à la fraude et instaure une dictature[22] (1967-1972, 1974-1979).
- 15 février : début de l’exploitation de gisements pétrolifères dans la région orientale de l’Équateur (Lago Agrio)[23].
- 21 février : le Parti travailliste de Jamaïque remporte les Élections législatives jamaïcaines après une campagne marquée par la violence[24].
- Février : la revue du ministère soviétique des Affaires étrangères, « Affaires internationales », écrit : « Stratégiquement, les Caraïbes forment une sorte d’hinterland qui conditionne la stabilité des États-Unis et leur liberté d’action dans d’autres parties du monde. »[25]

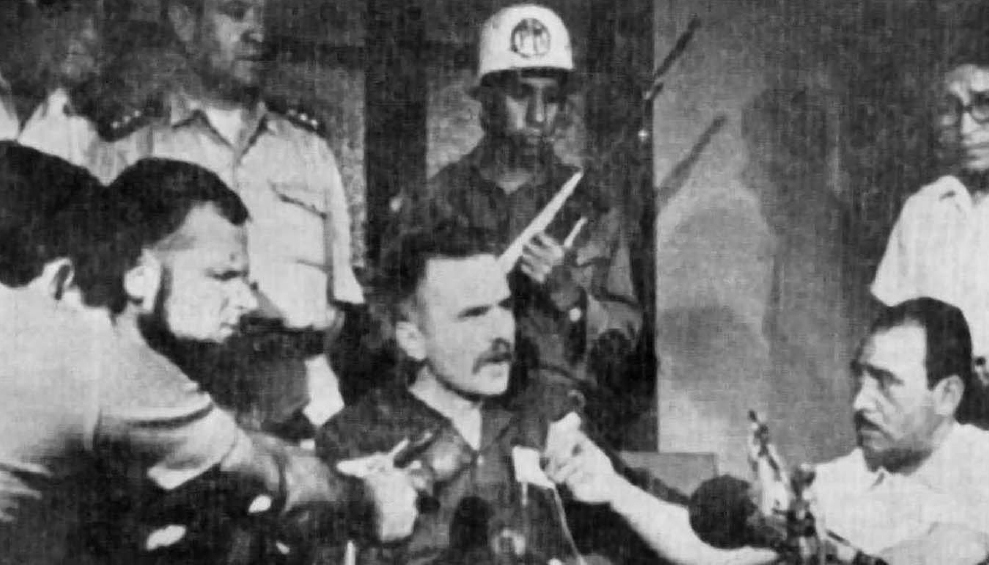
Regis Debray dénonce sa condamnation devant la presse. Phonographie publiée en 1968.

- 20 avril : après avoir rencontré Che Guevara et avoir passé quelques jours dans le maquis, Régis Debray est capturé à son retour par l’armée bolivienne et condamné le 17 novembre à 30 ans de prison en Bolivie[26] (libéré en 1970).
- 27 avril - 29 octobre : exposition universelle Terre des Hommes de Montréal[27]. Pour accueillir 50 300 000 visiteurs, Montréal réaménage les voies du réseau routier de la région métropolitaine et crée de toutes pièces l’île Notre-Dame.
- 25-27 mai : émeutes en Guadeloupe ; les affrontements entre gendarmes et manifestants auraient fait 87 morts[28].
- 23 - 27 juillet : émeutes raciales à Détroit[29].
- 24 juillet : discours de Charles de Gaulle en visite officielle à Montréal depuis le balcon de l’hôtel de ville : « Vive le Québec libre ! »[30].
- 31 juillet - 10 août : conférence de l’Organisation latino-américaine de solidarité (es) (OLAS) à La Havane. Elle tâche de fédérer les efforts d’implantation de focos révolutionnaires et crée un Comité pour le développement et la coordination du mouvement révolutionnaire[31].

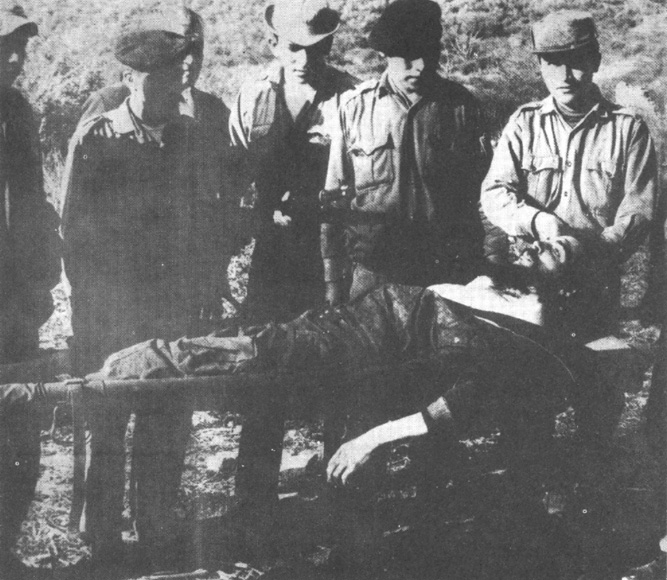
9 octobre : mort de Che Guevara.

- 9 octobre : mort de Che Guevara au hameau de La Higuera en Bolivie. Capturé la veille, il est abattu de deux rafales par un sergent de l’armée bolivienne[32]. Ernesto "Che" Guevara avait installé quelques années auparavant un foyer (foco) de guérilla révolutionnaire dans la précordillère andine. Le lendemain, les soldats populariseront l’évènement en se faisant photographier par le reporter de l’agence UPI autour du cadavre à demi-dénudé étendu sur un brancard. Cette photo, où le Che porte cheveux longs et barbe, fera beaucoup pour sa légende ; la ressemblance avec le « Christ au tombeau » peint par Andrea Mantegna en 1490 est frappante de similitude.
- 21 octobre : manifestation du Pentagone contre la guerre du Viêt Nam[33].
- 28 octobre: Dominique Ménard & Tabarnak se produisent au Forum de Montréal.

### Asie et Pacifique
- 29 janvier : élections législatives au Japon.
- 5 février : Zhang Chunqiao et Yao Wenyuan proclament la « commune populaire de Shanghai ». La ville est contrôlée par les partisans de la Révolution culturelle[34].
- 8 février : mort en prison de Chairul Saleh, ancien ministre indonésien de l’économie arrêté en 1966 avec Subandrio, ancien ministre des Affaires étrangères, dans le but d’isoler Soekarno[35].
- 17-21 février : élections législatives indiennes[36].
- 20 février :
  - Indonésie : Soekarno transmet les pouvoirs gouvernementaux au général Suharto[37].
  - recul du Parti du Congrès aux élections en Inde[38]. Il perd 78 députés, avec 40,8 % des voix (44,7 % en 1962). Les partis de droite progressent : le Jan Sangh (9,4 %) et le Swatantra, parti libéral (8,7 %) au détriment de la gauche. Sur le plan régional, le Congrès perd la majorité dans huit États sur quinze.
- 3 mars : les paysans du village de Naxalbari, au Bengale occidental, saisissent le riz d’un propriétaire foncier. L’épisode marque le début de la rébellion naxalite. Le naxalisme, un véritable courant révolutionnaire apparaît dans plusieurs régions de l’Inde (1967-1969). Au Bengale, une coalition la gauche marxiste (en) a pris le pouvoir le 2 mars, mais doit faire face à un mouvement révolutionnaire, le mouvement « naxalite »[39]. Parti d’une région tribale (Naxalbari) au pied de l’Himalaya, entre Népal, Bhoutan et Pakistan oriental, il réunit tribaux et hors-castes sous la conduite de militants maoïstes, qui occupent les terres dès 1967. Le mouvement s’étend rapidement au Bihâr, au Kerala et surtout en Andhra Pradesh.

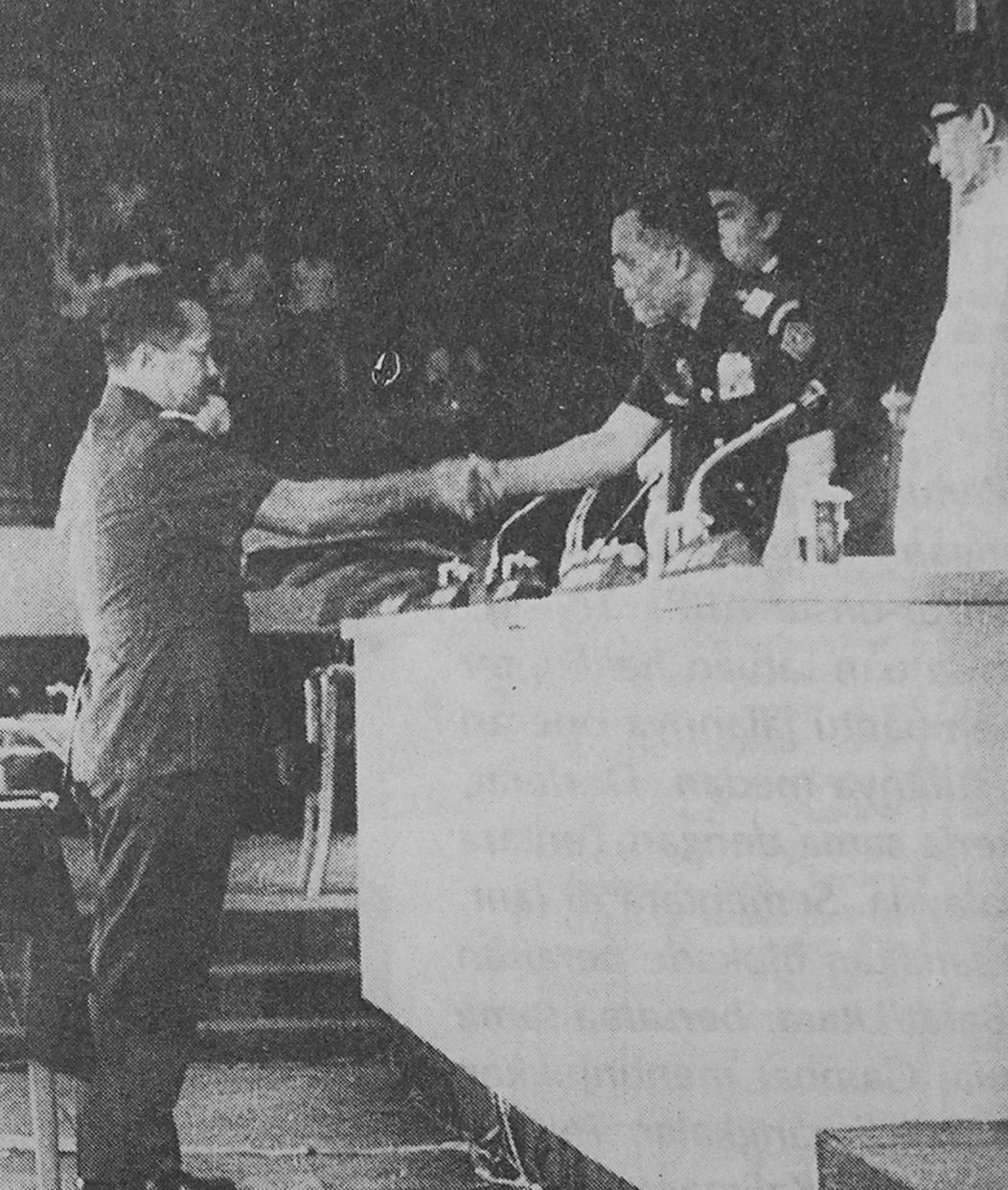
12 mars : Soeharto président intérimaire.

- 12 mars : Soeharto est élu président intérimaire de la République d’Indonésie par le MPRS (Majelis Permusyawaratan Rakyat Sementara, « assemblée délibérative du peuple temporaire »)[37].
- 2 avril, Cambodge : début de la révolte de Samlaut (en), quand deux soldats collectant du riz sont assassinés par des paysans à Samlaut (province de Battambang), qui prennent leurs armes. D’autres villageois les rejoignent, ils attaquent un camp des jeunesses révolutionnaires socialistes khmères et plusieurs postes de gardes provinciaux[40]. Le gouvernement de Lon Nol envoie des troupes pour éradiquer le mouvement, et les paysans armés s’enfuient dans la forêt.
- 2 mai : au Cambodge, Son Sann est nommé Premier ministre[41]. Malgré le soutien de la France, les difficultés croissent au Cambodge : révoltes paysannes de Samlaut, opposition des réactionnaires, maquis vietnamiens attirant les bombardements américains.
- 3 mai : Park Chung-Hee est réélu président de la Corée du Sud avec l’appui du Parti démocratique républicain[42].

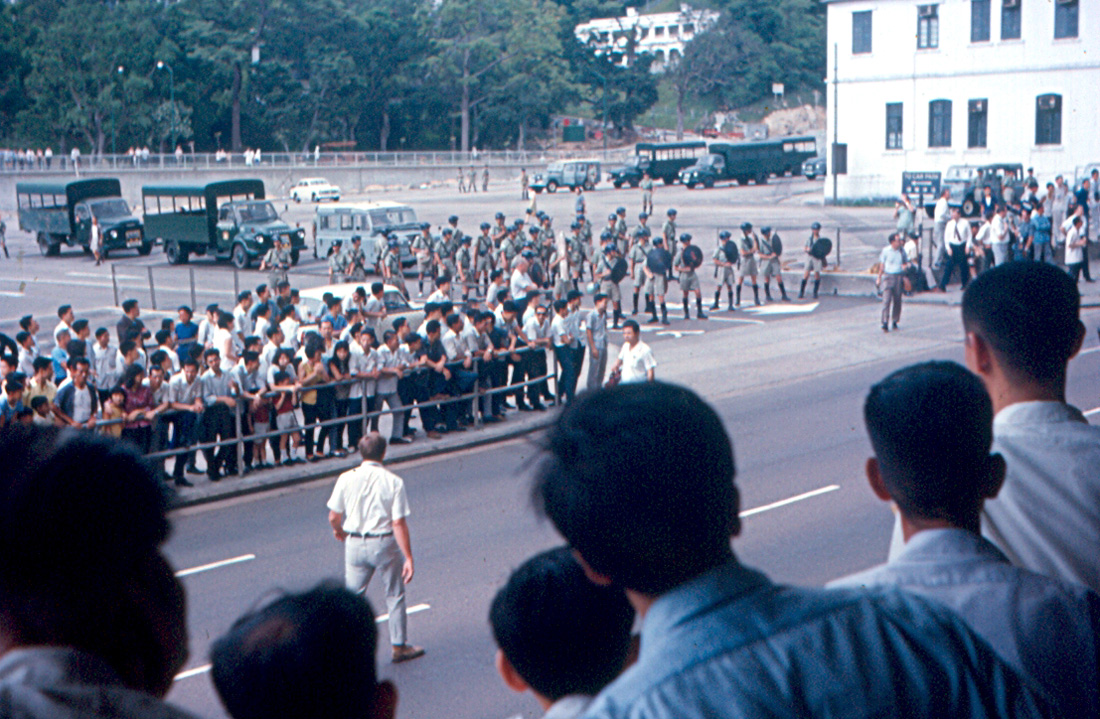
Confrontation entre la police et les émeutiers à Hong Kong le 21 mai.

- 6 mai : début d’une période de troubles à Hong Kong contre la présence britannique. 21 personnes sont arrêtées par la police. La situation tourne à l’émeute à partir du 11 mai. L’ordre est restauré par les autorités le 14 mai. Le 15 mai, le ministère chinois des Affaires étrangères adresse une note de protestation auprès du gouvernement britannique. Le 22 mai, des manifestations devant la maison du gouverneur sont interdites par la police. Des affrontements entre policiers et manifestants éclatent. Les violences, grèves et manifestations continuent durant l’été (appel à la grève générale le 24 juin), suivies à partir d’août par une vague d’attentats terroristes menés par les communistes[43].
- 27 mai : référendum pour les droits civiques aux Aborigènes d’Australie. 90,7 % des votants approuvent la prise en compte des Aborigènes dans le recensement national et autorisent le gouvernement fédéral à légiférer sur les questions aborigènes à la place des différents États[44].
- 17 juin : première bombe H chinoise[45].
- 20 juillet : incident de Wuhan pendant la Révolution culturelle en Chine ; deux envoyés de Pékin, Xie Fuzhi et Wang Li, sont arrêtés par les autorités locales (Chen Zaidao) parce qu’ils favorisaient dans leur médiation une faction ouvrière favorable aux activistes maoïstes (« La triple union de l’acier »), en conflit avec les milices syndicales conservatrices (« Le million de Héros ») appuyées par l’armée provinciale[46].
- 3 août, Indonésie : Soekarno est assigné à résidence dans son palais d’été de Bogor[47].
- 5 août :
  - attaque de l’ambassade de Chine à Djakarta, suivie du 6 au 8 août par des manifestations contre l’ambassade d’Indonésie à Pékin[48].
  - le secrétaire général du Parti communiste chinois Deng Xiaoping, en disgrâce pendant la révolution culturelle, fait face à un procès public organisé par les Gardes rouges. Il enlève sa prothèse auditive lors du réquisitoire. La protection de Mao Zedong (19 octobre 1968) lui permet de s’en tirer avec un exil dans une usine de tracteurs du Jiangxi, alors qu’un de ses fils, défenestré, reste handicapé[49].
- 8 août : déclaration de Bangkok, création de l’Association des nations du Sud-Est asiatique (ASEAN), lors d’une réunion des ministres chargés des Affaires étrangères de Malaisie, Philippines, Singapour, Indonésie et Thaïlande[50]. Le Sultanat de Brunei en deviendra membre en 1984. L’ASEAN a pour objectif de promouvoir la croissance économique et d’encourager la collaboration sur les plans économique, social et culturel. Le Vietnam a été le premier pays communiste à y être admis en 1995.
- 23 septembre : référendums néo-zélandais sur les horaires de fermeture des débits de boissons et sur la durée des mandats parlementaires[51].
- 9 octobre : suspension des relations diplomatiques entre Pékin et Djakarta[47].
- 30 décembre :
  - élections municipales en Thaïlande[52], les premières depuis dix ans.
  - loi sur la prévention des activités illégales en Inde[53].

#### Viêt Nam
Pour un article plus général, voir Guerre du Viêt Nam.

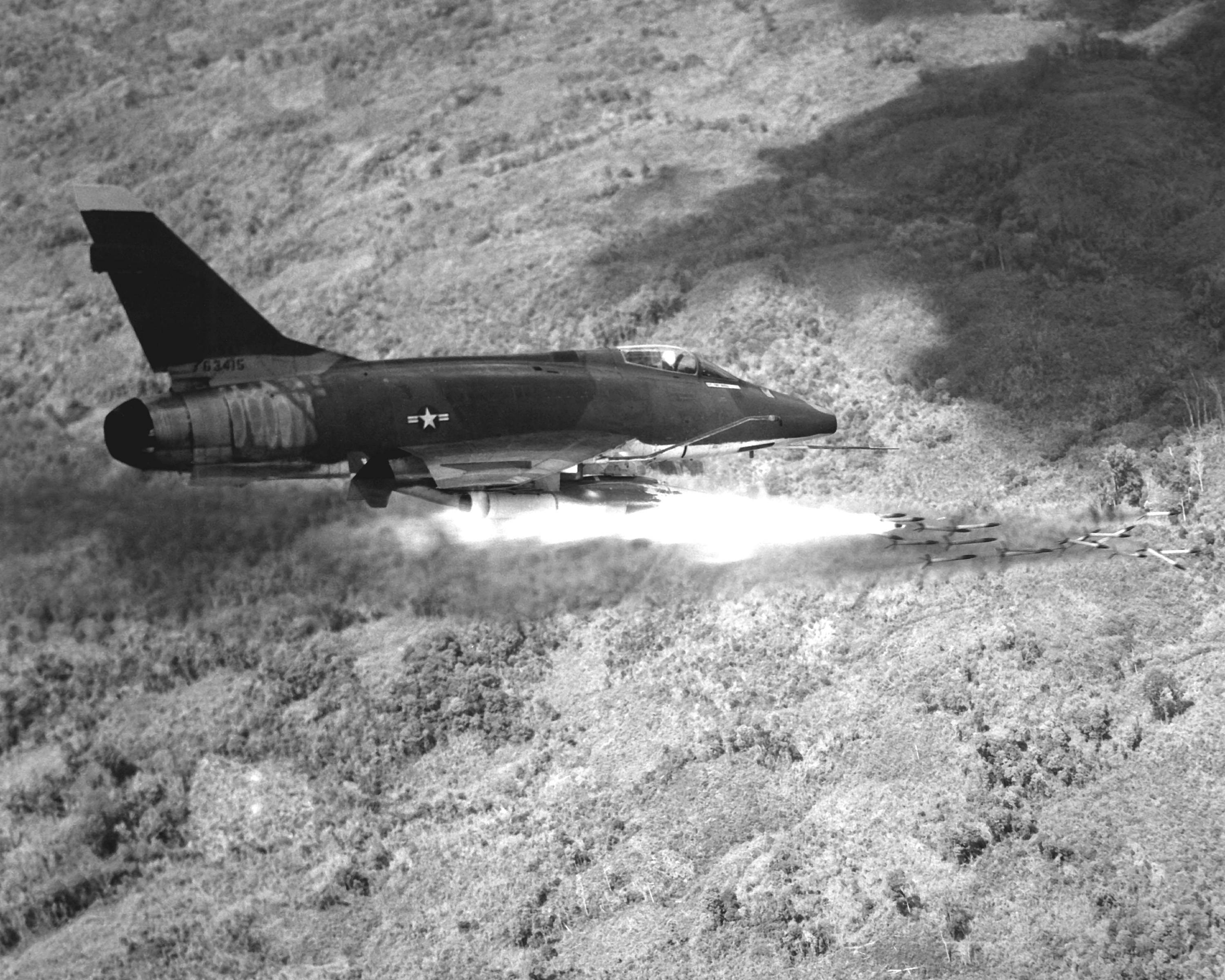
Un F-100D tire des roquettes sur les positions Viet-Cong au Sud-Vietnam.

- 2 janvier : opération Bolo ; sept MiG-21 de la Force aérienne populaire vietnamienne sont abattus par les F-4 Phantom II américains[54].
- 6-15 janvier : opération militaire américaine Deckhouse Five sur le delta du Mékong[55].
- 8-26 janvier : opération Cedar Falls[56]. Elle cible les bases de l’armée populaire vietnamienne et du Viet-Cong du « Triangle de Fer », autour de Saigon.
- 17-18 février : opération Bribie[57].
- 22 février-4 mai : échec de l’opération Junction City sur la frontière cambodgienne[58].
- 20 avril : l’aéronavale américaine bombarde pour la première fois les centrales électriques du port de Haïphong[59].
- 25 avril : l’aviation américaine bombarde pour la première fois les faubourgs de Hanoi[59].
- 19 mai : l’aviation américaine bombarde la centrale électrique d’Hanoi[60].
- 29 juillet : accident de l’USS Forrestal au large du Viêt Nam[61].
- 6 août : bataille de Suoi Chau Pha, pendant l’opération Ballarat[62].
- 23 août : action du 23 août 1967 lors de l’opération Rolling Thunder. Trois F-4 Phantom II américains sont capturés par la Force aérienne populaire vietnamienne[63].
- 26 août : devant le Sénat des États-Unis, le ministre de la Défense, Robert McNamara doute de l’efficacité des bombardements massifs sur le Nord Viêt Nam[64].
- 3 septembre : élection de Nguyen Van Thieu à la présidence du sud Viêt Nam, assisté du général Ky comme vice-président. Ils entrent en fonction le 31 octobre[65].
- 29 septembre : discours de San Antonio ; devant deux mille parlementaires, le président Johnson propose de rencontrer les présidents Hô Chi Minh et de suspendre les bombardements sur le Nord-Vietnam si cela conduit rapidement à des négociations[66].
- 17 octobre : bataille d’Ong Thanh[67].
- 3-22 novembre : bataille de Dak Tô[68].
- 5 décembre : massacre de Dak Son. Deux bataillons vietcongs massacrent méthodiquement 253 civils[69].

### Europe
- 31 janvier : la République socialiste de Roumanie est la première démocratie populaire à établir des relations diplomatiques avec l’Allemagne fédérale[45]. C’est le seul pays communiste à maintenir ses relations avec Israël après la guerre des Six Jours[70].

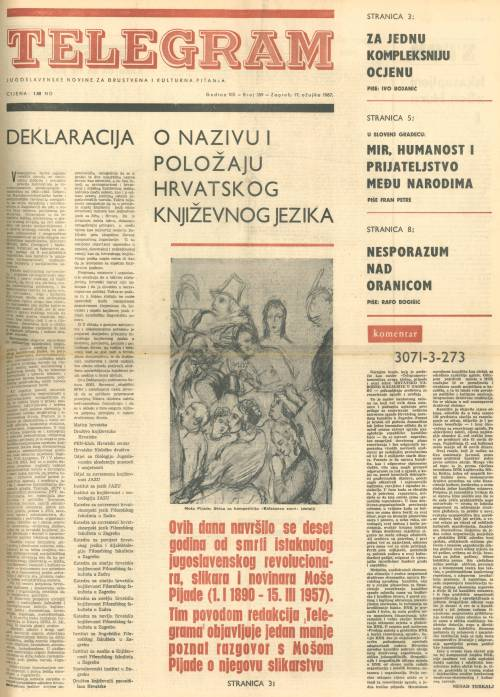
17 mars : « déclaration sur la position et l’appellation de la langue littéraire croate ».

- 17 mars : des intellectuels croates, dont Miroslav Krleža, publient une « déclaration sur la position et l’appellation de la langue littéraire croate » dans laquelle ils dénoncent la domination en Croatie de la variante serbe (ékavienne) du serbo-croate et réclament la reconnaissance de sa variante croate (iékavienne) comme langue officielle[71]. Ils sont exclus du Parti communiste yougoslave. L’événement marque le début du mouvement social dit du « Printemps croate » qui culmine en 1971[72].
- 18 mars : le Torrey Canyon, un pétrolier géant, s’échoue sur des récifs proches des Cornouailles britanniques et laisse échapper une partie de ses 119 000 tonnes de pétrole brut[73].
- 26 mars : encyclique Populorum progressio. Le pape Paul VI déclare que « la question sociale est devenue mondiale » et que « le développement ne se réduit pas à la simple croissance économique », il doit être intégral ; c’est « le nouveau nom de la paix »[74]. Pour diffuser ce message, il entreprend de nombreux voyages.
- 31 mars : transfert du SHAPE à Mons, en Belgique. Le 16 octobre, il inaugure des locaux temporaires construits à Evere, près de Bruxelles[75].

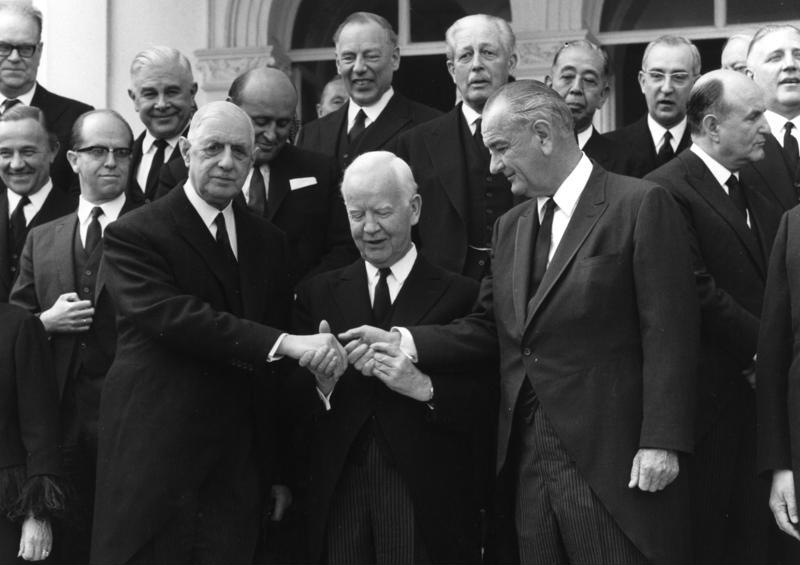
Charles de Gaulle et Lyndon B. Johnson aux obsèques de Konrad Adenauer le 25 avril. Au centre, le président fédéral allemand Heinrich Lübke.

- 21 avril : coup d’État militaire et prise du pouvoir par les « colonels » en Grèce[76] (fin en 1974). Ils abolissent la Constitution et suppriment des libertés individuelles.
- 22 mai : incendie des grands magasins « l’Innovation » à Bruxelles, 323 morts[77].
- Mai : Stane Kavčič  est élu président du conseil exécutif en Slovénie (1967-1972). Il tente la libéralisation du régime[78].
- 11 juin : élections législatives islandaises[79].
- 19 juin : Hermínio da Palma Inácio fonde à Paris la Ligue d’union et d’action révolutionnaire (LUAR) contre le régime de Salazar au Portugal[80].
- 28 juin :
  - loi sur la liberté religieuse en Espagne autorisant le culte aux Espagnols non catholiques (publiée au bulletin officiel le 1er juillet[81].
  - loi sur le planning familial (National Health Service (Family Planning) Act) au Royaume-Uni[82].
- 1er juillet : en application du traité de fusion, les trois communautés Ceca, CEE et Euratom, sont réunies pour former la Communauté européenne (CE). Elles conservent leur propre statut légal et leur juridiction, mais partagent les mêmes organes[83].
- 25 juillet : en voyage à Istanbul, Paul VI rencontre le patriarche Athénagoras, chef de l’Église orthodoxe de Constantinople, afin de développer l’œcuménisme. Athénagoras se rend à Rome le 26 octobre[84].
- 27 juillet : Sexual Offences Act au Royaume-Uni. Loi légalisant les rapports homosexuels entre adultes consentants[82].
- 28 juillet : renationalisation de la sidérurgie au Royaume-Uni en vertu du Iron and Steel Act 1967. Création de la British Steel[85].
- 3 septembre : Dagen H. La Suède adopte la conduite à droite[86].
- 6 - 12 septembre : voyage de Charles de Gaulle en Pologne. Le 11 septembre, il prononce un discours devant la Diète (« la sécurité en Europe ne saurait résulter de l’affrontement de deux blocs mais de l'entente et de la coopération entre les peuples de l’Atlantique à l’Oural »)[87].
- 10 septembre : la population de Gibraltar se prononce par référendum pour le maintien de la tutelle britannique (99,6 % pour)[88].
- 21 septembre : onzième gouvernement de l’Etat espagnol. L’amiral Luis Carrero Blanco remplace Agustín Muñoz Grandes destitué le 22 juillet à la vice-présidence[89].
- 27 octobre : loi sur la légalisation de l’avortement (Abortion Act) au Royaume-Uni[82].
- 29 octobre : élections fédérales suisses[90].
- 18 novembre, Royaume-Uni : dévaluation de la livre sterling de 14,3 % à la suite de l’accumulation des déficits des paiements internationaux[91].
- 27 novembre : conférence de presse de Charles de Gaulle ; il déclare que les Juifs sont restés « un peuple d’élite, sûr de lui-même et dominateur »[92]. Nouveau veto de la France de sur la candidature à la CEE présentée par le Royaume-Uni le 11 mai[93].

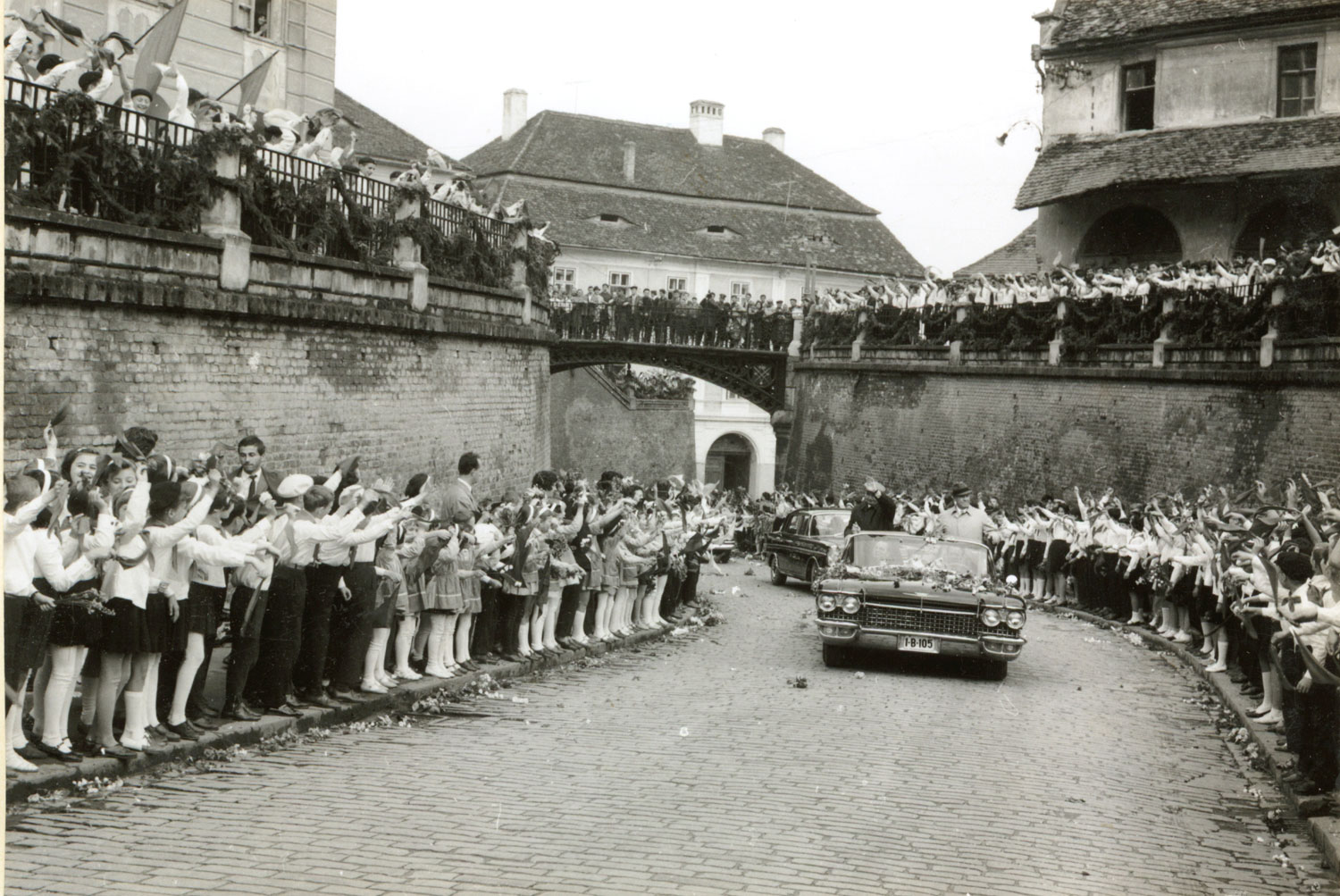
Nicolae Ceaușescu en visite à Sibiu en juin 1967.

- 9 décembre : Nicolae Ceaușescu, président du Conseil d’État en Roumanie[94].
- 13 décembre : échec d’une tentative de « contrecoup d’État » royal en Grèce. Constantin II de Grèce part en exil à Rome. Le colonel Yeóryos Papadópoulos devient Premier ministre[76].

### Proche-Orient

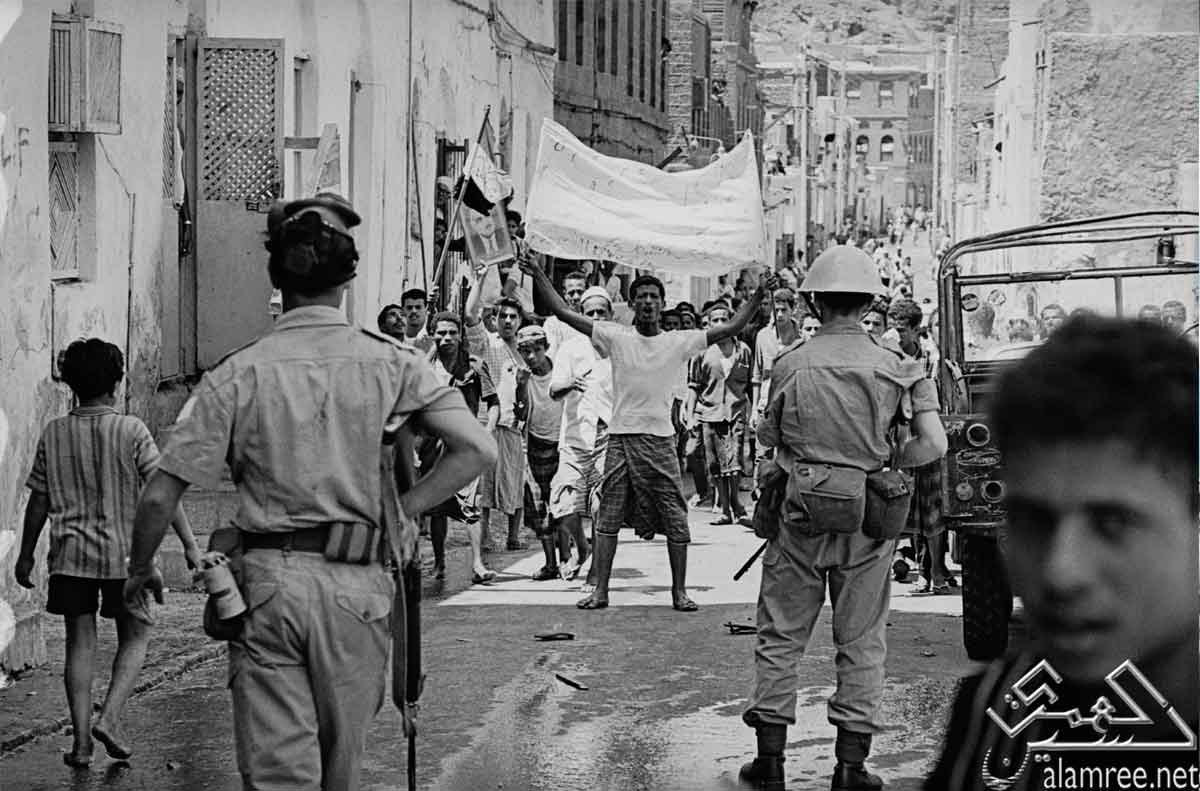
20 janvier : émeute à Aden.

- 20 janvier : le 128e anniversaire de l’occupation d’Aden par la Grande-Bretagne est le prétexte d’une grève générale de vingt-quatre heures, qui dégénère rapidement en émeute[95].
- 2-4 avril : la Syrie réplique aux opérations de représailles israéliennes contre les commandos palestiniens en bombardant les implantations israéliennes de la frontière[96]. Le 7 avril, Israël lance un raid dans la région du lac de Tibériade, détruisant six MiG-21 de l’aviation syrienne[97].
- 17 avril : Israël bombarde le barrage Khaled ibn al-Walid, construit par les Syriens et les Jordaniens sur la rivière du Yarmouk[98].
- 11 mai : le premier ministre israélien Levi Eshkol menace la Syrie de nouvelles représailles[99].
- 12 mai : dans une interview à la presse, le chef d’État major israélien Itzhak Rabin menace d’occuper Damas et de renverser le régime syrien[100].
- 13 mai : les Soviétiques informent Le Caire et Damas que les Israéliens concentrent des forces à la frontière syrienne[97], ce qui est faux[100].
- 14 mai : Nasser ordonne à l’armée égyptienne de prendre position dans le Sinaï[97].
- 16 mai : l’Égypte demande le retrait des forces onusiennes de Gaza et de la région du golfe d’Akaba[97]. Des unités palestiniennes placées sous le commandement arabe occupent la bande de Gaza dès le retrait de la force internationale de l’ONU.
- 19 mai : Levi Eshkol, comme ministre de la défense, et l’État-major d’Israël décident une mobilisation à grande échelle des réservistes, approuvée par le Cabinet le 21 mai[101].

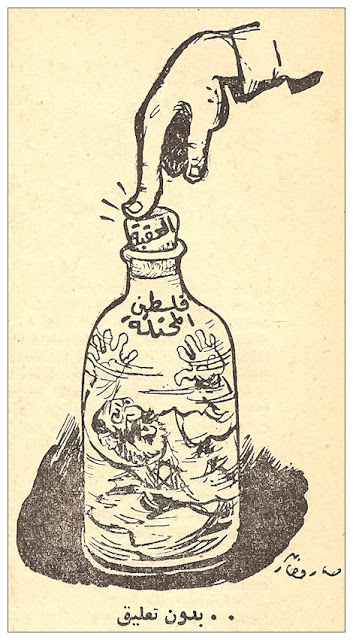
« Le col de la bouteille - le détroit de Tiran » dessin de presse égyptien le 29 mai.

- 22 mai : le président Nasser fait fermer le golfe d’Akaba par le détroit de Tiran, seule voie d’accès à la mer Rouge par Israël, ce qui constitue pour cette dernière un casus belli[100].
- 30 mai : signature d’un pacte de défense égypto-jordanien auquel se joindra l’Irak le 4 juin[99]. Le chef du gouvernement israélien, Levi Eshkol, espère régler la tension par voie diplomatique mais les militaires (Ygal Allon, Yitzhak Rabin) sont favorables à la guerre et ont le soutien de David Ben Gourion, Shimon Peres et Moshe Dayan.
- 1er juin : un gouvernement d’union nationale est formé en Israël. Moshe Dayan prend le portefeuille de la défense et la droite israélienne entre dans le gouvernement (Menahem Begin). La solution militaire est adoptée le 4 juin[101]. La guerre des Six Jours commence (5 juin).
- 2 juin : De Gaulle bloque l’approvisionnement d’Israël en armes[102].
- 5 - 10 juin : guerre des Six Jours (troisième guerre israélo-arabe)[99].
- 5 juin :
  - l’aviation israélienne attaque les aéroports égyptiens. L’aviation est détruite[99]. L’armée israélienne occupe la bande de Gaza.
  - l’armée jordanienne commence le bombardement d’Israël[99]
  - attaque aérienne israélienne contre la Syrie et la Jordanie[99].
  - le chef du gouvernement du Liban, le sunnite Rachid Karamé, demande l’intervention de l’armée libanaise en Palestine. Le président Charles Helou et Émile Boustani, commandant en chef des forces armées, tous deux maronites, refusent, créant une scission entre chrétiens et musulmans libanais sur la question palestinienne[103].
  - les États arabes producteurs décrètent l’embargo des livraisons de pétrole vers les pays soutenant l’action israélienne (fin le 1er septembre)[104].
- 6 juin : l’armée israélienne envahit le Sinaï. Les forces égyptiennes ne sont pas préparées aux mouvements de grande envergure et le front égyptien est percé. Les forces égyptiennes se replient sur le canal de Suez[99].
- 7 juin :
  - prise de Latroun ; la résistance égyptienne s’effondre. Jérusalem et la Cisjordanie sont conquises par Israël[99].
  - les torpilleurs et les parachutistes israéliens prennent Charm el-Cheikh et brisent le blocus égyptien du détroit de Tiran[97].
- 8 juin : l’armée israélienne atteint le canal de Suez[99]. Le soutien aérien a été fondamental dans la victoire israélienne. Les opérations ont causé la mort de 10 000 égyptiens et la destruction de la plus grande partie du matériel militaire.

- 9 juin :

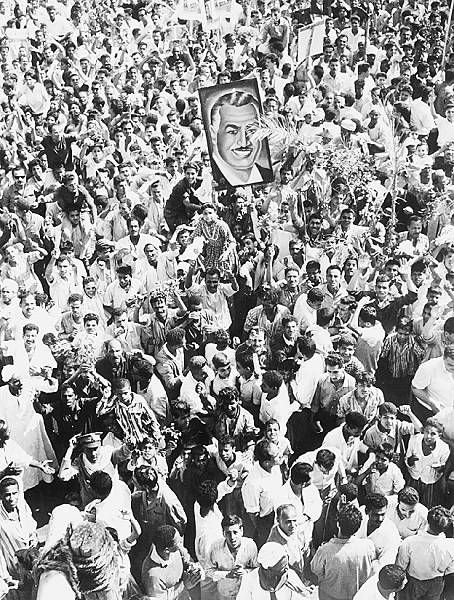
Manifestations contre la démission de Nasser

  - Nasser annonce publiquement sa démission. De gigantesques manifestations réclament son retour. Il accepte de revenir[97].
  - Israël attaque le plateau du Golan. La résistance syrienne d’abord très dure s’effondre le lendemain et se replie sur Damas[99].
- 10 juin :
  - le cessez-le-feu israélo-syrien marque la fin de la « guerre des Six Jours »[99]. La Jordanie a perdu 6 000 hommes (tués, disparus ou déserteurs) sur une armée de 50 000 hommes contre 302 morts et 1 453 blessés du côté israélien[105]. 120 000 Syriens fuient ou sont expulsés du Golan dans les six mois. Seuls les 7 000 Druzes du plateau sont autorisés à y demeurer[106]. La conquête du Golan sert les ambitions israéliennes dans la maîtrise des eaux. Les territoires occupés (Cisjordanie et Gaza) sont peuplés d’un peu plus d’un million d’Arabes dont la moitié sont des réfugiés de 1948. 200 000 personnes fuient vers la Jordanie entre juin et septembre[106]. Le nombre total de réfugiés Palestiniens est de 1,3 million contre 960 000 en 1950, dont 600 000 en Jordanie.
  - le ministre de la défense égyptien Shams Badran, le général Abdel Hakim Amer, chef de l’État-major, sont démis de leurs fonctions ainsi que les principaux généraux. Badran et Amer tentent d’organiser un complot contre Nasser mais sont arrêtés le 25 août et placés en résidence surveillée[107]. Amer se suicide le 14 septembre[108].
- 11 juin : pont aérien entre Moscou et Le Caire pour rééquiper l’armée égyptienne[108].
- 17 juin : la conférence des ministres arabes des Affaires étrangères à Koweït décide le maintien de l’embargo pétrolier des États-Unis et de la Grande-Bretagne[108].
- 19 juin : discours du président Johnson à Washington. Les États-Unis définissent leur position au Proche-Orient : la responsabilité de la guerre est due à la fermeture du golfe d’Akaba par Nasser, les États-Unis n’exerceront aucune pression sur Israël hors du cadre d’un règlement général de la question, reposant sur cinq principes (droit de reconnaissance de l’existence de toutes les nations, justice pour les réfugiés, libres circulations des voies maritimes internationales, limitation de la course aux armements, indépendance et intégrité nationale de toutes les parties)[109].
- 21 - 24 juin : visite au Caire de Nikolaï Podgorny, membre du Præsidium du Soviet suprême, et du chef d’état-major soviétique, le maréchal Zakharov[110]. Nasser demande un accroissement de l’aide soviétique et accepte la présence de militaires et de conseillers, afin de neutraliser le territoire égyptien contre toute attaque israélienne et reconstituer son potentiel militaire[108]. Le Ve Eskadra, la flotte de guerre soviétique en Méditerranée, double ses effectifs fin juin. Nasser charge l’Union soviétique de représenter l’Égypte dans les négociations de paix.

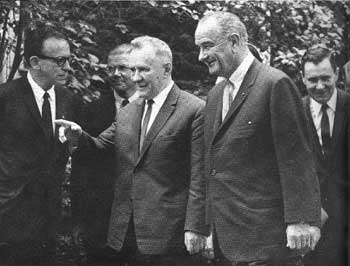
Johnson et Kossyguine au sommet de Glassboro.

- 23 - 25 juin : sommet de Glassboro (New Jersey) entre Johnson et Kossyguine[111]. Kossyguine insiste sur la nécessité du retrait des troupes israéliennes pour éviter la reprise de la guerre. Johnson campe sur ses cinq principes[108].
- 27 juin : la partie est de Jérusalem est annexée à l’État hébreu[70].
- 1er juillet : un commando égyptien tente de déloger les forces israéliennes de Rass-el-Aïch (Ras el Ush), près de treize kilomètres au sud de Port-Fouad, sur la rive orientale du canal de Suez. Une guerre d’usure commence entre les deux pays le long du canal[112].
- 1er-5 août : les ministres des Affaires étrangères arabes se réunissent à Khartoum[113]. L’Égypte propose le retrait des forces égyptiennes du Yémen en échange de la formation d’un front arabe uni contre Israël. Nasser espère obtenir une aide financière des pays pétroliers pour reconstituer son armée.
- 15-20 août : les ministres des finances, de l’économie et du pétrole arabes réunis à Bagdad décident de soumettre la question de la levée de l’embargo au sommet de Khartoum[114].

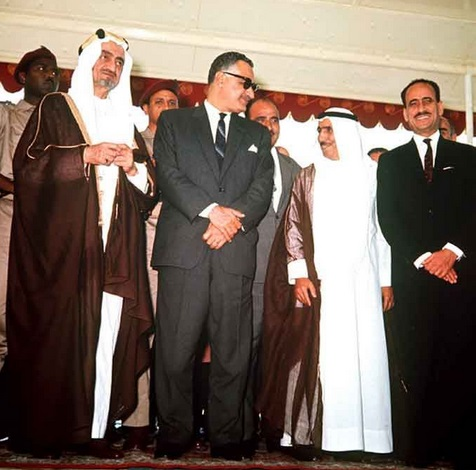
De gauche à droite : le roi d’Arabie Saoudite Fayçal, le président d’Égypte Nasser, le président du Yémen Abdullah as-Sallal du Yémen, l’émir du Koweït Sabah al-Salim al-Sabah et le président de l'Irak Abdul Rahman Aref au sommet arabe de Khartoum.

- 29 août-1er septembre : IVe sommet Arabe de Khartoum, qui réunit huit chefs d’États arabes, en l’absence de la Syrie. Nasser et Fayçal parviennent à s’entendre. L’Égypte confirme son évacuation du Yémen du Nord, l’embargo pétrolier est levé, 20 % des revenus pétroliers seront versés au pays arabes de la ligne de front avec Israël[104]. Khartoum scelle la réconciliation entre régimes progressistes et conservateurs. C’est la fin de l’antagonisme égypto-saoudien. À l’issue de la conférence, les huit pays adoptent la résolution de Khartoum : ils s’engagent à ne pas reconnaître Israël et à ne pas négocier ni conclure de traité de paix. Ils proclament que les États occupés par Israël sont arabes et la tâche de les récupérer incombe à tout État arabe[70].
- 5 novembre, Yémen du Nord : les modérés yéménites renversent le régime, mais doivent faire face aux royalistes qui assiègent Sanaa pendant 70 jours à partir du 1er décembre. Ils échouent finalement et se retirent[115].
- 22 novembre : résolution 242 du Conseil de sécurité des Nations unies prévoyant le retrait d’Israël des territoires occupés en échange de la reconnaissance de tous les États de la région, cessation de l’état de belligérance entre Israël et les Arabes, respect de la reconnaissance de l’intégrité territoriale de tous les États de la région, liberté de navigation sur les voies d’eau internationales, règlement de la question des réfugiés, création de zones démilitarisées. L’Égypte, le Liban et la Jordanie acceptent la résolution. La Syrie et les Palestiniens refusent. Israël interprète le texte dans sa version anglaise : retrait de « territoires occupés » et non « des territoires occupés » de la version française[70].
- 27 novembre : Abou Dabi adhère à l’OPEP lors de la XIVe conférence de l’organisation à Vienne[116].
- 30 novembre : le Yémen du Sud, ex-protectorat britannique, accède à l’indépendance[115]. Les Britanniques cèdent le pouvoir à un Front National de Libération (cf. 1970). La fragilité de la région s’accroît. Le régime sud-yéménite est menacé par une guérilla organisée par les forces pronassériennes et les forces de tendance marxiste.
- 11 décembre : le MNA devient le Front populaire de libération de la Palestine (FPLP), toujours sous la direction de Georges Habache[117]. En 1968, il se scinde en plusieurs courants.
- 24 décembre : Shuqayri démissionne de la direction de l’OLP, discréditée par la guerre. Yahya Hammouda lui succède[118].

## Décès en 1967

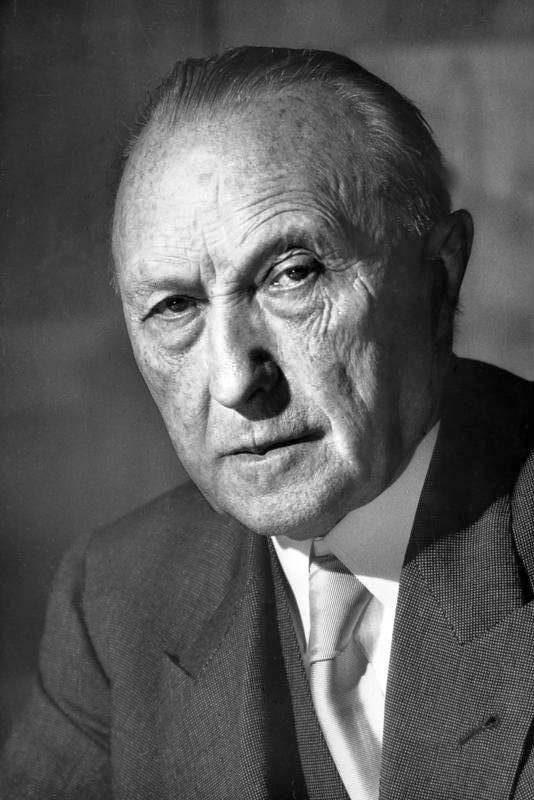
Konrad Adenauer

Personnalités majeures décédées en 1967

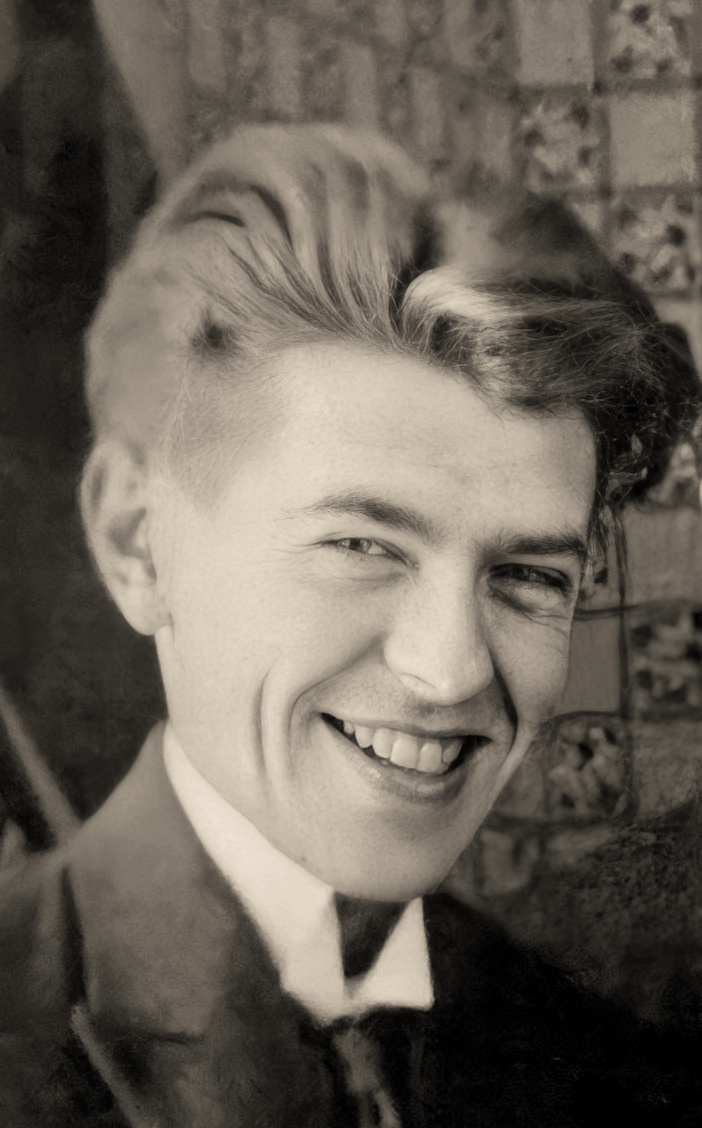
René Magritte

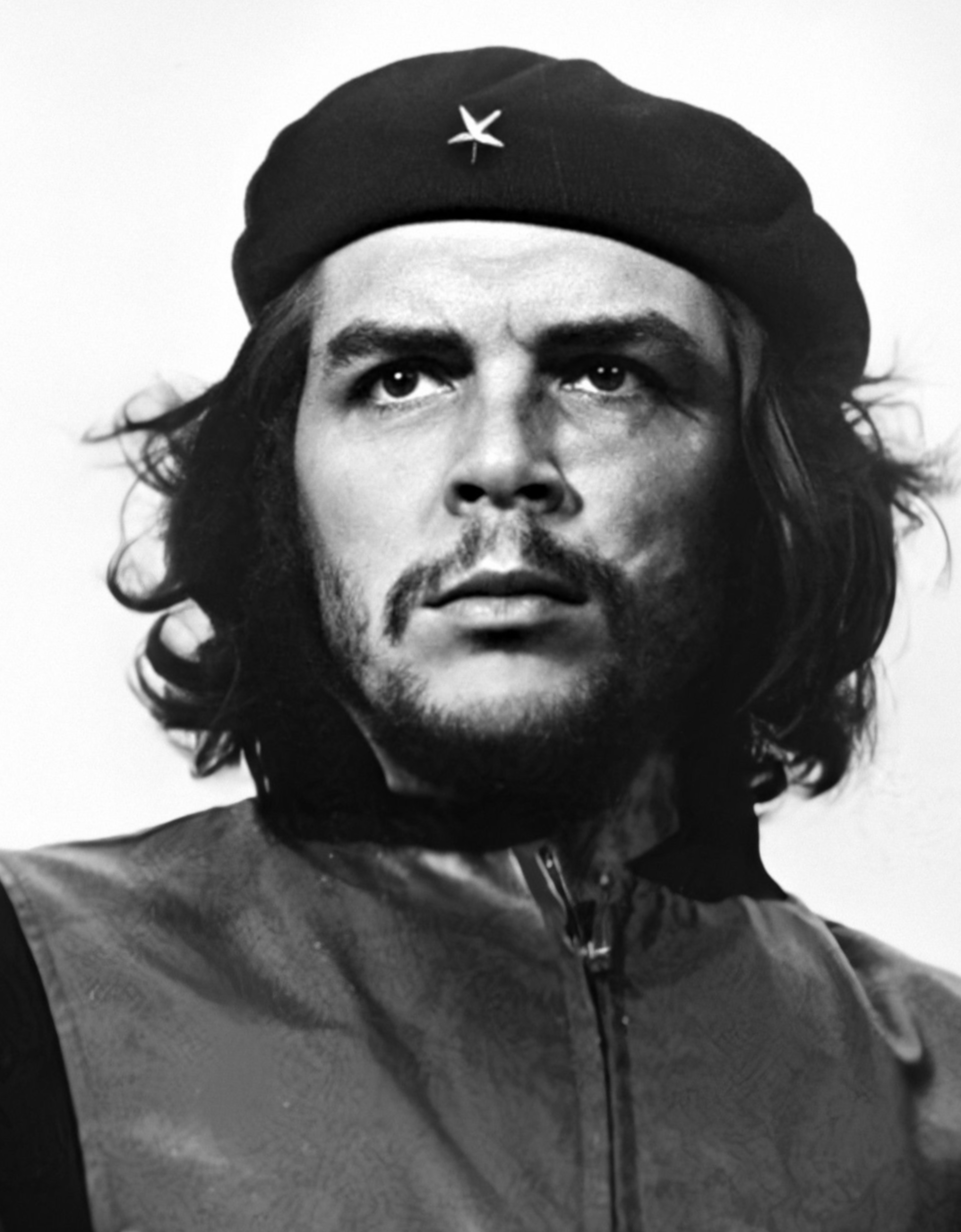
Che Guevara

- 27 janvier : Alphonse Juin (militaire français)
- 18 février : Robert Oppenheimer (physicien américain)
- 6 mars : Zoltán Kodály (compositeur hongrois)
- 19 avril : Konrad Adenauer (homme politique allemand)
- 15 mai : Edward Hopper (peintre et graveur américain)
- 29 mai : Georg Wilhelm Pabst (cinéaste autrichien)
- 10 juin : Spencer Tracy (acteur américain)
- 8 juillet : Vivien Leigh (actrice britannique)
- 17 juillet : John Coltrane (saxophoniste et compositeur de jazz américain)
- 15 août : René Magritte (peintre surréaliste belge)
- 8 octobre : Clement Attlee (homme politique britannique)
- 9 octobre : Che Guevara (révolutionnaire cubain d'origine argentine)
- 9 octobre : André Maurois (écrivain français)
- 14 octobre : Marcel Aymé (écrivain français)
- 29 octobre : Julien Duvivier (cinéaste français)